# Mad Max: Fury Road

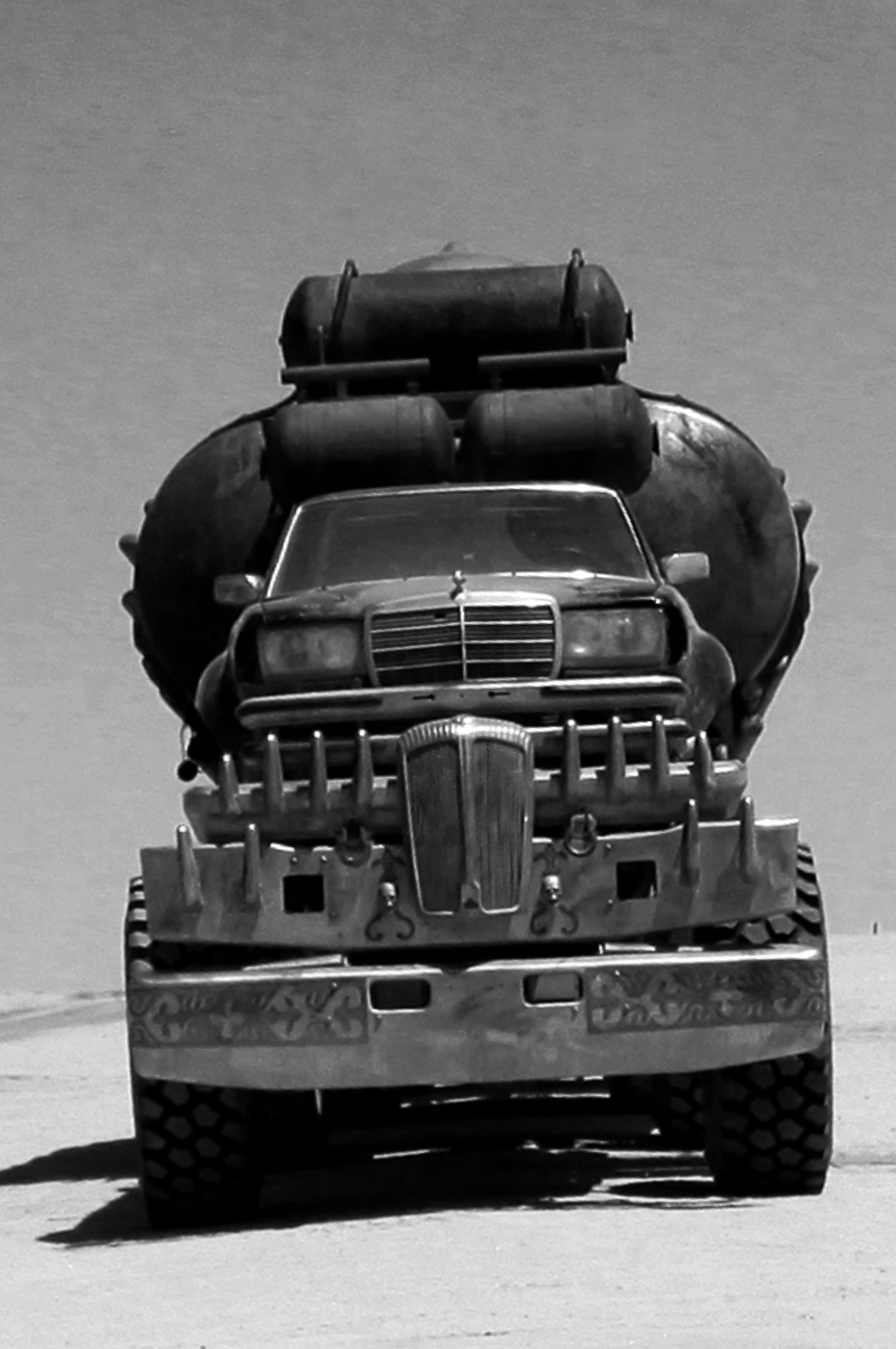
People Eater “ fuel truck”

Mad Max: Fury Road is een Australische post-apocalyptische actiefilm uit 2015, geregisseerd door George Miller en is de vierde film uit Millers Mad Max-reeks. De film is de eerste met de Britse acteur Tom Hardy in de hoofdrol als Mad Max, die hiermee Mel Gibson opvolgt.

## Verhaal
Na een nucleaire oorlog is de wereld een grote woestijn. De beschaving van de mensheid bestaat voornamelijk uit zoeken en verzamelen van water, voedsel en brandstof. De legerleider Immortan Joe stuurt zijn soldaat Imperator Furiosa op pad met de brandstofvrachtwagen om benzine te verzamelen. Als hij ziet dat ze een andere route neemt die leidt naar een vijandelijk gebied, komt hij erachter dat zijn vijf vrouwen ervandoor zijn met behulp van Furiosa. 
Joe roept heel zijn leger op om Furiosa te stoppen. Een van Joes gevangenen Max Rockatansky rijdt vastgebonden voor op de wagen van Nux mee. Als ze tijdens de achtervolging in een zandstorm terechtkomen kan Max ontsnappen van het leger van Joe. Als de storm voorbij is ziet Max in de verte Furiosa en de vijf vrouwen. Hij wil haar wagen kapen maar ontdekt dat alleen Furiosa de wagen kan starten. Met tegenzin rijdt hij samen met de vrouwen mee om zo uit handen te blijven van Joe. 
Maar Joe komt weer dichter in de buurt van de wagen van Furiosa. Als de voorspong weer groter wordt op het leger van Joe, krijgen Furiosa en Max steun van een groep bondgenoten. Omdat ze Joe toch niet meer kwijt raken, komt er een gevecht waarbij Furiosa zwaargewond raakt, een van de vrouwen uit wagen valt en overlijdt. Nux, die tijdens de achtervolging is overgelopen naar Furiosa, helpt mee met het stoppen van Joes leger. Doordat Nux zichzelf opoffert blijft Joe alleen nog over, en hij wordt door Furiosa verslagen. 
Max staat zijn bloed af met een bloedtransfusie om Furiosa te helpen die te veel bloed heeft verloren.

## Rolverdeling
| Acteur                    | Personage                  |
| ------------------------- | -------------------------- |
| Tom Hardy                 | Max Rockatansky            |
| Charlize Theron           | Imperator Furiosa          |
| Nicholas Hoult            | Nux                        |
| Hugh Keays-Byrne          | Immortan Joe               |
| Zoë Kravitz               | Toast the Knowing          |
| Rosie Huntington-Whiteley | The Splendid Angharad      |
| Riley Keough              | Capable                    |
| Abbey Lee                 | The Dag                    |
| Courtney Eaton            | Cheedo the Fragile         |
| Josh Helman               | Slit                       |
| Nathan Jones              | Rictus Erectus             |
| Angus Sampson             | The Organic Mechanic       |
| John Howard               | The People Eater           |
| Richard Carter            | The horny Farmer and lover |
| Jennifer Hagan            | Miss Giddy                 |
| Megan Gale                | The Valkyrie               |
| Melissa Jaffer            | Keeper of the Seeds        |
| Coco Jack Gillies         | Glory, het kind            |

## Achtergrond
In 2003 sprak George Miller voor het eerst over een script (eerste versie) voor het vierde deel van de Mad Max-reeks. het duurde echter nog negen jaar dat er daadwerkelijk werd begonnen met de productie van de film. In juni 2010 werd bevestigd dat Tom Hardy was gecast voor de  titelrol en  dat in juli 2010 Charlize Theron een belangrijke rol werd toegewezen. De opnames vonden plaats in Namibië begin juli 2012 en eind 2013 werden er nog reshoots gemaakt voor extra materiaal. In oktober 2013 werd bekendgemaakt dat Junkie XL de filmmuziek zal componeren. In november 2013 werd aangekondigd dat de film de eerste helft van 2015 wordt vrijgegeven. Op 7 mei 2015 vond de première plaats in het TCL Chinese Theatre in Hollywood.

## Muziek
De originele filmmuziek van Junkie XL werd door WaterTower Music ook uitgebracht op een soundtrackalbum.

## Prijzen en nominaties
De belangrijkste:
| jaar | prijs                 | categorie                      | genomineerde(n)                                       | uitslag     |
| ---- | --------------------- | ------------------------------ | ----------------------------------------------------- | ----------- |
| 2016 | Golden Globe Award    | Beste dramafilm                | Beste dramafilm                                       | Genomineerd |
| 2016 | Golden Globe Award    | Beste regisseur                | George Miller                                         | Genomineerd |
| 2016 | Critics' Choice Award | Beste regisseur                | George Miller                                         | Gewonnen    |
| 2016 | Critics' Choice Award | Beste actiefilm                | Beste actiefilm                                       | Gewonnen    |
| 2016 | Critics' Choice Award | Beste acteur in een actiefilm  | Tom Hardy                                             | Gewonnen    |
| 2016 | Critics' Choice Award | Beste actrice in een actiefilm | Charlize Theron                                       | Gewonnen    |
| 2016 | Critics' Choice Award | Beste art direction            | Colin Gibson                                          | Gewonnen    |
| 2016 | Critics' Choice Award | Beste grime en haarstijl       | Lesley Vanderwalt, Elka Wardega en Damian Martin      | Gewonnen    |
| 2016 | Critics' Choice Award | Beste kostuums                 | Jenny Beavan                                          | Gewonnen    |
| 2016 | Critics' Choice Award | Beste montage                  | Margaret Sixel                                        | Gewonnen    |
| 2016 | Critics' Choice Award | Beste visuele effecten         | Andrew Jackson, Dan Oliver, Andy Williams en Tom Wood | Gewonnen    |
| 2016 | BAFTA Award           | Beste cinematografie           | John Seale                                            | Genomineerd |
| 2016 | BAFTA Award           | Beste geluid                   | Chris Jenkins, Gregg Rudloff en Ben Osmo              | Genomineerd |
| 2016 | BAFTA Award           | Beste productieontwerp         | Colin Gibson en Lisa Thompson                         | Gewonnen    |
| 2016 | BAFTA Award           | Beste grime en haarstijl       | Lesley Vanderwalt, Elka Wardega en Damian Martin      | Gewonnen    |
| 2016 | BAFTA Award           | Beste kostuums                 | Jenny Beavan                                          | Gewonnen    |
| 2016 | BAFTA Award           | Beste montage                  | Margaret Sixel                                        | Gewonnen    |
| 2016 | BAFTA Award           | Beste visuele effecten         | Andrew Jackson, Dan Oliver, Andy Williams en Tom Wood | Genomineerd |
| 2016 | Academy Award         | Beste film                     | Beste film                                            | Genomineerd |
| 2016 | Academy Award         | Beste regisseur                | George Miller                                         | Genomineerd |
| 2016 | Academy Award         | Beste geluidseffecten          | Mark A. Mangini en David White                        | Gewonnen    |
| 2016 | Academy Award         | Beste geluid                   | Chris Jenkins, Gregg Rudloff en Ben Osmo              | Gewonnen    |
| 2016 | Academy Award         | Beste productieontwerp         | Colin Gibson en Lisa Thompson                         | Gewonnen    |
| 2016 | Academy Award         | Beste camerawerk               | John Seale                                            | Genomineerd |
| 2016 | Academy Award         | Beste grime en haarstijl       | Lesley Vanderwalt, Elka Wardega en Damian Martin      | Gewonnen    |
| 2016 | Academy Award         | Beste kostuums                 | Jenny Beavan                                          | Gewonnen    |
| 2016 | Academy Award         | Beste montage                  | Margaret Sixel                                        | Gewonnen    |
| 2016 | Academy Award         | Beste visuele effecten         | Andrew Jackson, Dan Oliver, Andy Williams en Tom Wood | Genomineerd |